# Myer
Myer est une chaîne australienne de grands magasins, dont le siège est à Melbourne. Elle a été fondée par Sidney Myer à Bendigo en 1900.

## Annexe